# Безбольове (заохочувальне) дресирування тварин
Безбольове (заохочувальне) дресирування тварин — метод, в ході якого оригінальна поведінка тварини закріплюється її годуванням і ласкавим поводженням. Використовується при навчанні домашніх і циркових тварин.

## Історія
Вперше дане формулювання було використане в цирку колегами Карла Хагенбека в рамках організованої ними «нової циркової школи». Нова школа пропагувала гуманні принципи ставлення до тварин і протиставляла себе «старій системі», в якій мало місце дресирування за допомогою насильства. У принципах Нової школи дресирування було представлене як комплексний зоопсихічний процес, в ході якого з твариною працюють як зі справжньою індивідуальністю. Нова школа відкинула силовий примус тварин, пропагуючи увагу, повагу до вихованця, довгу кропітку роботу з ним.
Практично в той же час у Росії принципи безбольового дресирування розвивав артист Володимир Леонідович Дуров. На основі відкриттів Сєченова та Павлова він виявив надзвичайну ефективність роботи з тваринами за принципом годування, а не примусу. Саме Дуров остаточно допрацював і ввів у практику метод безбольового дресирування, пов'язаного з умовними і безумовними рефлексами академіка Івана Павлова. Свої відкриття Дуров описав у книзі «Дресирування тварин».

## Результати
Практичні результати безбольового методу величезні: таким чином від тварин вдається досягти найскладніших і найрізноманітніших трюків, стимулювати їх працювати за власним бажанням, синхронно з іншими тваринами і дресирувальником. Наприклад, за допомогою безбольового методу вперше в історії були створені циркові номери з пеліканами, які раніше вважалися непідвладними дресурі.

## Практичне запровадження
На сьогоднішній день безбольове дресирування є ключовим принципом циркового мистецтва. Багато цирків пропагують саме цей принцип дресури. Наприклад, Національний цирк України влітку 2013 року ініціював масштабну кампанію, спрямовану на популяризацію добропорядного ставлення до тварин. За заявою Людмили Олексіївни Шевченко, генерального директора і художнього керівника Національного цирку України, якщо дресирувальник застосовує насильство над тваринами, Цирк негайно відмовляється від його послуг.
Знаменитий артист цирку Юрій Дмитрович Куклачов є прихильником саме цього методу дресури. На думку знаменитого фахівця, щоб навчити кішку робити ті чи інші трюки, необхідно пограти з нею, побачити її особливості і таланти, а потім, тривалий час розвивати їх за допомогою ласки та заохочення.